# Giovanni Sgambati
Giovanni Sgambati, pianiste d'une virtuosité remarquable, est un compositeur, chef d'orchestre et pédagogue italien, né à Rome le 28 mai 1841 et mort dans cette ville le 14 décembre 1914.

## Biographie
Fils d'un avocat romain et d'une mère anglaise, il commence à étudier le piano avec Amerigo Barlini et se présente au public dès l'âge de six ans. En 1849, sa famille étant à Trevi, il travaille avec Natalucci. À nouveau, à Rome en 1860, il étudie le contrepoint avec Giovanni Aldega. En 1862, il devient l'élève et l'ami de Franz Liszt dont il sera le défenseur durant toute sa vie.
Il est fasciné par la musique allemande de Mendelssohn, Schumann, Brahms et Liszt. Il défend avec ardeur l'œuvre de Beethoven et donne à Rome dans les années 1860 les premières auditions de l'Eroica et du cinquième concerto pour piano dit « l'Empereur ».

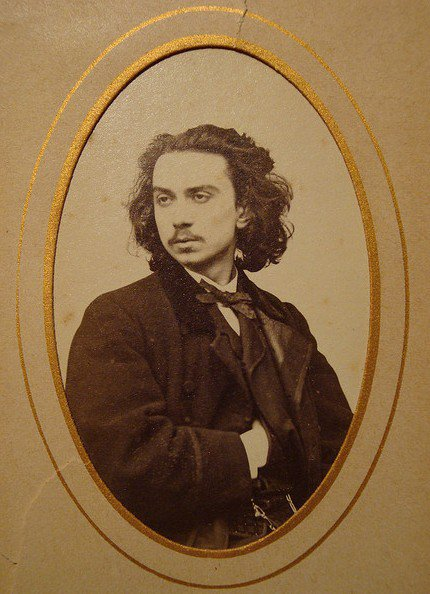
Giovanni Sgambati.

Le 26 février 1866, il inaugure à Rome la monumentale Dante-Symphonie de Liszt et c'est à cette époque qu'il commence à composer.
En 1867, il dirige la première partie de l'oratorio Christus de Liszt. En 1869, il va en Allemagne où il fait la connaissance d'Anton Rubinstein et il entend, pour la première fois, des œuvres de Richard Wagner. En 1871, il rencontre le maître de Bayreuth qui, après avoir parcouru le Quintette avec piano qu'il vient d'écrire, le recommande à son éditeur de Mayence : Schott. Celui-ci assure, jusqu'à la mort de Sgambati, la parution de nombreuses œuvres.
En plus de la musique de chambre, il écrit dans les années 1870 sa partition la plus célèbre : son concerto pour piano en sol mineur, opus 15 ainsi que sa première symphonie en ré mineur. Il refuse le poste, laissé vacant par Nikolaï Rubinstein, au Conservatoire de Moscou.
Dans les années 1880, il fait de nombreuses tournées comme pianiste et chef d'orchestre. C'est ainsi qu'il se rend en Angleterre en 1882 et à Paris en 1884 où il fait la connaissance de Jules Massenet. En 1886, il succède à Liszt comme membre de l'Institut de France. En 1887, il donne un concert à Cologne et dirige à Rome un concert à la mémoire de Wagner.
Il fonde en 1868, une classe libre de piano annexé à l'Accademia nazionale di Santa Cecilia de Rome que le gouvernement réorganise sous le nom de Liceo Musicale (1877) et qui devient, ainsi, la plus grande école de musique d'Italie.
En 1893, il fonde, également, à Rome la Filarmonica Romana.
Sa musique a subi l'influence allemande en se consacrant presque exclusivement à la musique instrumentale.

## Œuvres

### Musique pour orchestre
- Symphonie no 1 en ré mineur op. 16 (Rome, 28 mars 1881)
- Symphonie no 2 en mi bémol majeur (1883)
- Concerto pour piano en sol mineur op. 15 (1878-1880)
- Epitalamio sinfonico (1887)
- Te Deum laudamus pour orchestre à cordes et orgue (1893)
- Ouverture Cola di Rienzo (1866)
- Ouverture « Cola di Rienzo », partition perdue et retrouvée au XXIe siècle

### Musique de chambre
- Quintette avec piano no 1 en fa mineur, op. 4 (1866)
- Quintette avec piano no 2 en si bémol, op. 5
- Quatuor à cordes en ut dièse mineur, op. 17 (1882)
- Deux Pièces pour violon et piano, op. 24 (1890)
- Gondoliera pour violon et piano, op. 29 (1894)

### Musique de sacrée
- Requiem pour baryton, chœur mixte, orchestre & orgue, op. 38 (1895/96 ; 1896 Rome), arrangé par le compositeur pour piano

### Autres
- Mélodies ;
- Pièces pour piano et de nombreuses transcriptions.

## Source
- Theodore Baker et Nicolas Slonimsky (trad. de l'anglais par Marie-Stella Pâris, préf. Nicolas Slonimsky), Dictionnaire biographique des musiciens [« Baker's Biographical Dictionary of Musicians »], t. 3 : P-Z, Paris, Robert Laffont, coll. « Bouquins », 1995 (réimpr. 1905, 1919, 1940, 1958, 1978), 8e éd. (1re éd. 1900), 4728 p. (ISBN 2-221-07778-4), p. 3829